# Phostria primulosalis
Phostria primulosalis là một loài bướm đêm trong họ Crambidae.